# 稲田薬品
稲田薬品株式会社（いなたやくひん）は、「有限会社稲田松太郎薬局」を前身とし、かつて鳥取県米子市に存在した日本の企業である。医薬品・衛生材料・化粧品の卸売を中心とした。現在は東邦ホールディングスの一社「セイエル」である。地盤は鳥取県西部・島根県東部。島根県松江市白潟本74に本社を置く「松井薬局有限会社」の卸部門を合併する。

## 概要
- 本社は鳥取県米子市紺屋町106

## 沿革
- 昭和55年塩野義製薬より「上野邦雄」が出向し「稲松薬品株式会社」（稲田薬品株式会社）の代表取締役専務に就任
- 昭和56年11月「稲田薬品株式会社」卸部・鳥取県鳥取市のイヌイ薬品卸部・島根県出雲市の加藤二星堂卸部が合併「サンコー薬品株式会社」を設立

## 営業所
- 鳥取県：米子市
- 島根県:松江市・出雲市

## 主な取引メーカー
- 塩野義製薬
- 森下製薬(現・サノフィアベンティス)
- 中外製薬

## 備考
- 現在「稲田薬品株式会社」（鳥取県米子市紺屋町1）は、「調剤薬局（うさぎ調剤薬局・あい調剤薬局）」を経営している。